# Le Petit Nicolas (filme)
Le Petit Nicolas (bra: O Pequeno Nicolau; prt: O Menino Nicolau) é um filme belgo-francês de 2009, do gênero comédia, dirigido por Laurent Tirard. Com o roteiro co-escrito por Grégoire Vigneron e Alain Chabat, o filme é baseado na obra do mesmo título de René Goscinny e Jean-Jacques Sempé. Este filme foi lançado em 30 de setembro de 2009, ano que representou o quinquagésimo aniversário da criação da obra Le Petit Nicolas. No Brasil, foi apresentado pela Imovision no Festival Varilux de Cinema Francês 2010.
Em 2014, o filme ganhou uma sequência, intitulada Les Vacances du petit Nicolas.

## Enredo
Esta comédia é baseada em um menino chamado Nicolau, que se envolve em todos os tipos de travessuras com seus amigos. Algumas não são intencionais, enquanto outras se destinam. Mas, pioram quando Nicolau acha que sua mãe está grávida e graças a seus amigos acha que isso significa que seus pais não gostam mais dele. Antes de qualquer decisão drástica seja tomada, Nicolas entende o que realmente é ser um grande irmão. Mas as coisas não saem como o planejado. Durante esse tempo, ele pensa que terá um irmão mais novo, mas em vez disso recebe uma irmã.

## Elenco
- Maxime Godart ... Nicolau
- Valérie Lemercier ... Mãe de Nicolau
- Kad Merad ... Pai de Nicolau
- Sandrine Kiberlain ... Professora
- François-Xavier Demaison ... Sr. Dubon
- Daniel Prévost ... M. Moucheboume, patrão do pai de Nicolau
- Victor Carles ... Clotario, pior estudante da classe
- Damien Ferdel ... Agnaldo, o hipócrita e melhor estudante da classe
- Vincent Claude ... Alceu, o guloso
- Charles Vaillant ... Geoffrey, o rico estudante da classe
- Benjamin Averty ... Eudes, o brigão
- Germain Petit Damico ... Rufus, o filho do policial
- Virgil Tirard ... Joachim
- Michel Duchaussoy ... Diretor da escola
- Michel Galabru ... Ministro da educação
- Anémone ... Professora substituta

## Produção

### Desenvolvimento
Os Produtores Olivier Delbosc e Marc Missonnier da Fidelity Films ofereceram a Laurent Tirard o projeto, que imediatamente aceitou como ele cresceu com os personagens da história. Falando sobre isso, ele disse que "É, no entanto, me pareceu óbvio. Eu cresci com Le Petit Nicolas. Eu li (isso) quando eu era adolescente. Este trabalho me representa e fala comigo. Eu soube imediatamente o que o filme seria semelhante. "
Ele ainda acrescentou que o personagem do Nicolas foi muito pessoal para René Goscinny, "Eu sabia que a chave seria adaptar o tanto em seu trabalho e em sua vida, então eu tentei entender o caráter de René Goscinny. Este era alguém que estava à procura de seu lugar na sociedade, e ele tinha que ganhar através do riso. Na época, ele era um contador, seu prazer era a pensar que era o grão de areia que faria todos os trilhos. Ele tinha um gosto para a bagunça e percebeu que o riso pode ser tanto uma defesa de uma sociedade onde você não se sente fora do lugar e uma maneira de inserir. Estas são coisas que eu leio nas entrelinhas de suas biografias e falou comigo. O menino à procura de seu lugar na sociedade, tornou-se o eixo sobre o qual construir a história".

### Fundição
Em 8 de abril de 2008, foi anunciado que Valerie Lemercier e Kad Meradhave se juntou ao elenco do filme como a mãe e o pai de Nicloas. Maxime Godart foi escalado como Nicolas, o protagonista. Tirard disse sobre o seu elenco que "Maxime Godart tem uma visão muito clara do lugar que ele quer ser na companhia de que ele quer fazer com sua vida. Com a sua personalidade extrovertida, eu pensei que ele não teria medo na frente do câmera. Mas aconteceu o contrário. No primeiro dia, quando grande braço do guindaste com uma câmera se aproximou dele para uma primeira cena, ele estava petrificado! Chez Maxime, estava ainda mais do que outras crianças, o desejo e o prazer de jogar eram grande. Ele nunca deu qualquer sinal de fadiga ou expressa a necessidade de parar". Triard também lançou seu próprio filho Virgil Triardas Joachim, um dos amigos e colega de Nicolas.

### Filmagens
As filmagens começaram em 22 de maio de 2008, em Paris mais continuou até 11 de outubro de 2008. A maior parte das filmagens ocorreu no Studio Monevat Sint-Pieters-Leeuw. Algumas cenas foram também alvejadas no Laekennear, a velha escola de barqueiros em um terreno baldio e, ao canto da rua Claessens e Rue Dieudonné Lefèvre.

## Trilha sonora
A trilha sonora para Le Petit Nicolas foi composta por Klaus Badelt e realizada por Geert Chatrou, Dirk Brossé e Loïc Pontieux. Foi lançada em 28 de setembro de 2009 por Emarcy Records. O segundo single de Renan Luce On n'est pas à une bêtise près ("Não foi um erro perto") em 2009, o álbum Clan aparece no crédito final do filme, mas não é parte do álbum. Mais tarde, foi lançado pela Luce em outubro de 2009. O álbum recebeu resposta positiva sobre a sua liberação. A maioria deu ao álbum uma crítica positiva e concedeu-lhe três de cinco estrelas, dizendo que "A música do filme é capaz de preencher uma variedade de temas, cenas normalmente representam uma sensação de cócegas na platéia deles mesmos. Mas, ao por grave em uma pequena cena, Badelt usa um som inteligente combinando bumbos, cordas de um violino com o som da gaita, triângulo e até mesmo apito. No geral, cada cena é preenchido por uma variedade de sons de vários instrumentos que lhes dão um charme extra".

## Bilhetaria
Em sua primeira semana de lançamento, Le Petit Nicolas conseguiu mais de um milhão de ingressos na França. O filme arrecadou $48.398.428 milhões, na França, e $11.088.066 de dólares em territórios internacionais para um total de $59.486.494 de dólares.

## Recepção

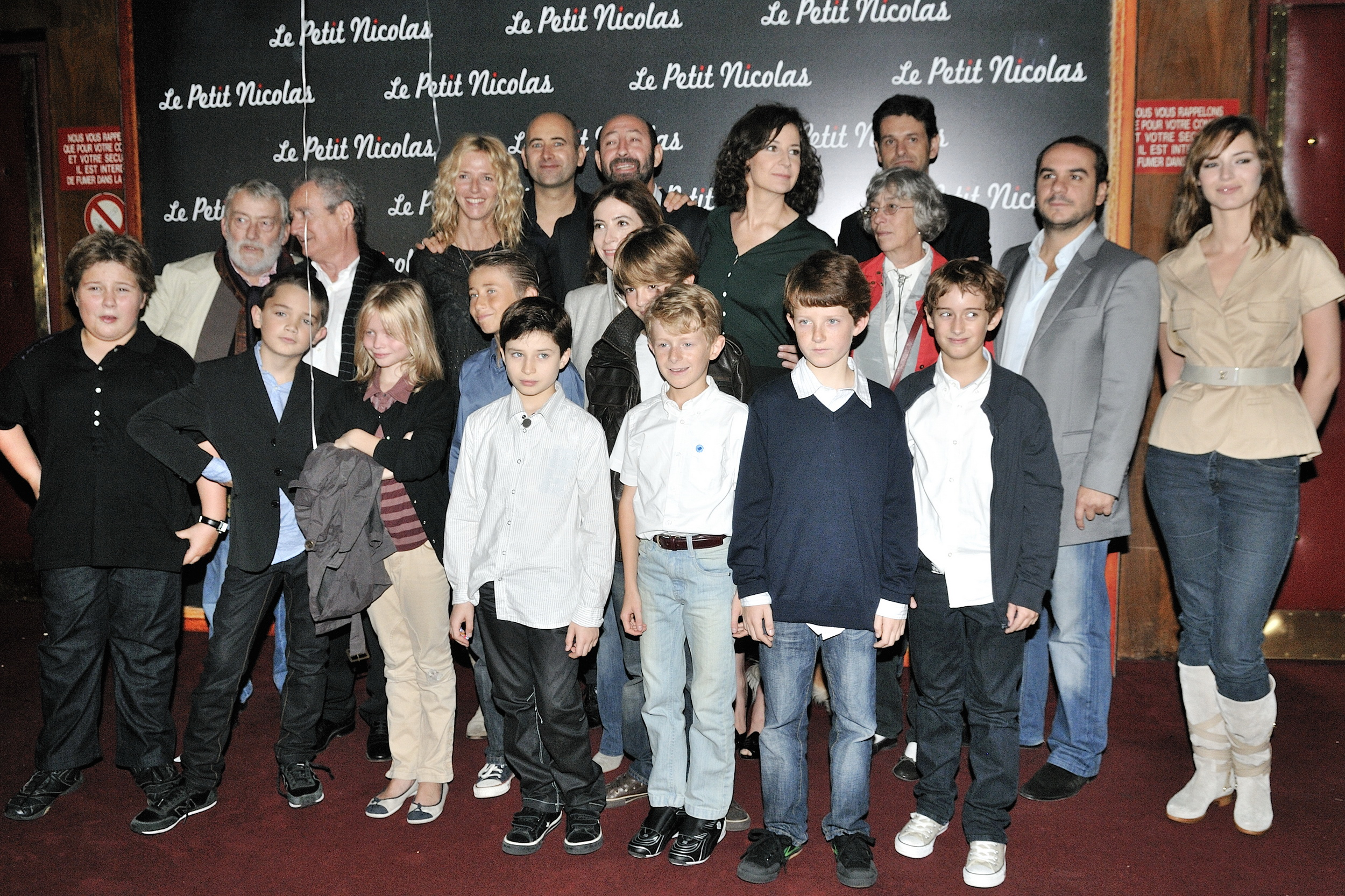
Elenco e produção no lançamento do filme no cinema Le Grand Rex em Paris, 20 de setembro de 2009.

No agregador de críticas Rotten Tomatoes, que categoriza as opiniões apenas como positivas ou negativas, o filme tem um índice de aprovação de 60% calculado com base em 10 comentários dos críticos. David Parkinson, do Empire Online, deu ao filme três de cinco estrelas, dizendo que "capturando de forma encantadora os conceitos errôneos da infância e exuberantemente interpretado por um elenco experiente, deve encantar todas as idades." Phelim O'Neill do The Guardian deu quatro estrelas de cinco dizendo que "apresenta uma versão idílica da infância suavemente bem-humorada e lindamente filmada, todo céu azul, boas maneiras e nem um fio de cabelo fora do lugar. É um bom lugar para se visitar durante todo o tempo."

## Prêmios e indicações
| Ano  | Prêmio                    | Categoria                          | Recipiente                       | Resultado |
| ---- | ------------------------- | ---------------------------------- | -------------------------------- | --------- |
| 2010 | César                     | Melhor roteiro – Adaptação         | Laurent Tirard Gregoire Vigneron | Indicado  |
| 2010 | Prémios do Cinema Europeu | Melhor filme europeu               | Laurent Tirard                   | Indicado  |
| 2011 | Cinema Brazil Grand Prize | Melhor filme de língua estrangeira | Laurent Tirard                   | Indicado  |